# Georgia Tech Aquatic Center

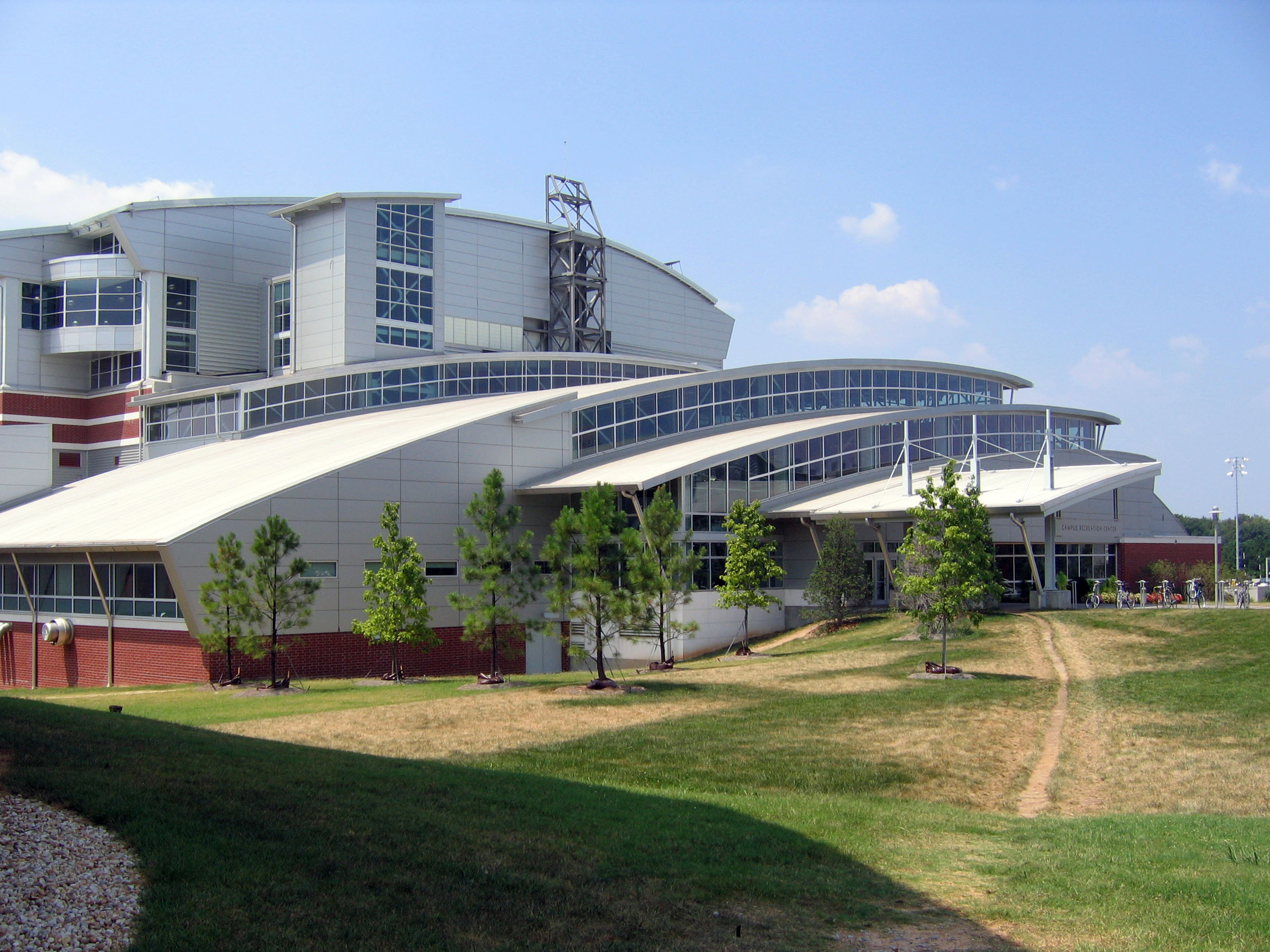

O Geórgia Tech Campus Recreation Center (abreviado CRC, anteriormente conhecido como Georgia Tech Aquatic Center e o Georgia Tech Athletic Student Center) faz parte do campus da Georgia Tech.